# Caurio de Guadalupe
Caurio de Guadalupe, Michoacán, es una localidad mexicana, perteneciente al municipio de Jiménez, en la región del bajío Michoacano, al norte del estado. Está situado a 12 km al oeste de Villa Jiménez, que es la cabecera municipal, a 18 km al este de Purépero (25 min), a 25 km al noroeste de Zacapu (37 min) y al sudeste de Parindícuaro. Tiene una altitud de 2,071 y, cuenta con 1,881 habitantes según el censo del 2020, siendo la segunda localidad en cuanto al número de habitantes del municipio. También existe Caurio de la Rinconada a pocos metros.
Cuatro barrios conforman el pueblo y su lema es “Pueblo de ganaderos”, pues cuenta con varios ranchos de ganado caprino. En la zona se pueden encontrar varios pequeños cerros de origen volcánico. En lo eclesiástico pertenece a la diócesis de Zamora. El gentilicio es Caureño.

## Historia
Caurio es de origen prehispánico, bajo el cacicazgo de Carapan. Se menciona en el mapa de Abraham Ortelius de 1578 donde conecta el nombre del personaje Valuxan con Caurio; en el “Códice Plancarte” ó “Relación del Cacicazgo de Carapan” se recoge la tradición prehispánica, escrito alrededor de 1675. Allí se da cuenta de los lugares de la región norte de Michoacán que van siendo conquistados por los purépechas y se llega a un pasaje en que asocian con Caurio a un personaje de nombre Valuxan: "Pasaron a Caurio donde hallaron al valiente Valuxan, el cual les dijo y les nombró lugares donde había guerra". 
El primer nombre fue San Pedro Caurio. Adquiere el rango de pueblo en 1881. La patrona del pueblo es la Virgen de Guadalupe, y el templo se inició a construir en 1893 con estilo barroco en su campanario.

## Datos estadísticos
En 2010, contaba con 1,897 habitantes y en 2005, con 1,797.  El poblado cuenta con 565 viviendas, las cuales casi todas cuentan con agua entubada (100%), electricidad (99%), televisión (95%), refrigerador (86%), celular (83%), sanitario (80%), radio (76%), automóvil (35%) y computadora (10%). El 98% de los habitantes son católicos y el 80% de las viviendas dispone de máquina lavadora doméstica, un índice de fecundidad de 2.5 hijos por matrimonio, y un índice de habitantes foráneos del 2%; el 8.7% son analfabetas y 6.5 grados de escolaridad, 0.5 % de población indígena, y el 100% habla español y el 0.1 habla lengua indígena. El 44% de los mayores de 12 años, están ocupados laboralmente siendo el 61.5% varones y 26.1% mujeres.

## Característica cultural
Caurio se distingue por tener la una colección pública de pinturas de mariposas. Habitantes del poblado y artistas invitados han ido sumando diferentes mariposas pintadas por libre iniciativa e inspiración en los muros públicos de las casas locales, bajo la convocatoria y supervisión de personalidades locales. De esta manera se pueden admirar alrededor de 200 mariposas de diferentes autores, mismas que Héctor Duarte, ha fotografiado y compartido en su sitio web.

## Turismo
Un pequeño lago está situado al poniente del poblado. Los hoteles están ubicados en los pueblos vecinos.